# Niederkalbach
Niederkalbach ist der zweitgrößte Ortsteil der Gemeinde Kalbach im osthessischen Landkreis Fulda.

## Geographische Lage
Niederkalbach liegt im Süden des Landkreises Fulda, etwa 14 km südwestlich von Fulda und 2 km südöstlich von Neuhof im Naturpark Hessische Rhön. Es befindet sich etwas erhöht gelegen im Tal der namensgebenden Kalbach, einem rechten Seitenfluss der Fliede. Der links vom Bach liegende westliche Dorfteil heißt Schönenhof. Niederkalbach erstreckt sich über eine Gesamtfläche von 1411,36 ha.
Der Ort grenzt im Nordwesten an Neuhof, im Nordosten an Hattenhof (Gemeinde Neuhof) und im Osten an Büchenberg (Gemeinde Eichenzell), im Süden an Mittelkalbach (Gemeinde Kalbach) und im Westen an den Weiler Erlenhof (Gemeinde Neuhof).

## Geschichte

### Ortsgeschichte
Niederkalbach wurde im Jahre 826 unter dem Namen Calbaha erstmals urkundlich erwähnt. 1391 taucht der Ort als Kalba inferior in den Urkunden auf, 1442 als Nydderkalbe.
Der ehemalige Lehensbesitz der Herren von Spala wurde 1682 vom Fürstabt Placidus von Droste gekauft. Direkter Vorbesitzer war Freiherr von Plittersdorf, der 24.000 Gulden erhielt. Dadurch kam das Dorf zum Amt Neuhof. Das Schloss der ehemaligen Lehensbesitzer, das unweit der heutigen Kirche stand, verfiel um 1700 und ist heute nicht mehr erhalten.
Der Ort gehörte zum Oberamt Neuhof in der Fürstabtei Fulda, die 1803 infolge des Reichsdeputationshauptschlusses an das Fürstentum Nassau-Oranien-Fulda fiel. Während der napoleonischen Zeit stand das Amt Neuhof (somit auch Niederkalbach) ab 1806 unter französischer Militärverwaltung und dann von 1810 bis 1813 unter der Administration des Großherzogtums Frankfurt. Anschließend wurde es in das Kurfürstentum Hessen eingegliedert. Nach der Verwaltungsreform des Kurfürstentums Hessen von 1821, die Kurhessen in vier Provinzen und 22 Kreise einteilte, kam Niederkalbach zum Kreis Fulda.
Hessische Gebietsreform (1970–1977)
Im Zuge der Gebietsreform in Hessen schlossen sich zum 1. April 1972 die Gemeinden Mittelkalbach, Niederkalbach und Veitsteinbach (mit dem Ortsteil Eichenried) zur Gemeinde Mittelkalbach zusammen. Diese wurde bereits zum 1. August 1972 kraft Landesgesetz in die Gemeinde Kalbach eingegliedert. Für Niederkalbach wurde in der neuen Gemeinde ein Ortsbezirk eingerichtet.

### Verwaltungsgeschichte im Überblick
Die folgende Liste zeigt die Staaten und Verwaltungseinheiten, denen Niederkalbach angehört(e):
- vor 1803: Heiliges Römisches Reich, Fürstabtei Fulda, Oberamt Neuhof
- ab 1803: Heiliges Römisches Reich, Fürstentum Nassau-Oranien-Fulda, Amt Neuhof[Anm. 2]
- 1806–1810: Kaiserreich Frankreich,[Anm. 3] Fürstentum Hanau, Amt Neuhof
- 1810–1813: Großherzogtum Frankfurt, Departement Fulda, Distrikt Salmünster
- ab 1816: Kurfürstentum Hessen,[Anm. 4] Großherzogtum Fulda, Amt Neuhof[6]
- ab 1821/22: Kurfürstentum Hessen, Provinz Hanau, Kreis Fulda[7][Anm. 5]
- ab 1830: Kurfürstentum Hessen, Provinz Hanau, Kreis Fulda
- ab 1848: Kurfürstentum Hessen, Bezirk Fulda
- ab 1851: Kurfürstentum Hessen, Provinz Hanau, Kreis Fulda
- ab 1867: Königreich Preußen,[Anm. 6] Provinz Hessen-Nassau, Regierungsbezirk Kassel, Kreis Fulda
- ab 1871: Deutsches Reich, Königreich Preußen, Provinz Hessen-Nassau, Regierungsbezirk Kassel, Kreis Fulda
- ab 1918: Deutsches Reich, Freistaat Preußen, Provinz Hessen-Nassau, Regierungsbezirk Kassel, Kreis Fulda
- ab 1944: Deutsches Reich, Freistaat Preußen, Provinz Kurhessen, Landkreis Fulda
- ab 1945: Deutsches Reich, Amerikanische Besatzungszone,[Anm. 7] Groß-Hessen, Regierungsbezirk Kassel, Landkreis Fulda
- ab 1946: Deutsches Reich, Amerikanische Besatzungszone, Hessen, Regierungsbezirk Kassel, Landkreis Fulda
- ab 1949: Bundesrepublik Deutschland, Hessen, Regierungsbezirk Kassel, Landkreis Fulda
- ab 1972: Bundesrepublik Deutschland, Hessen, Regierungsbezirk Kassel, Landkreis Fulda, Gemeinde Mittelkalbach[Anm. 8]
- ab 1972: Bundesrepublik Deutschland, Hessen, Regierungsbezirk Kassel, Landkreis Fulda, Gemeinde Kalbach

## Bevölkerung

### Einwohnerstruktur 2011
Nach den Erhebungen des Zensus 2011 lebten am Stichtag, dem 9. Mai 2011, in Niederkalbach 1398 Einwohner. Darunter waren 21 (1,5 %) Ausländer.
Nach dem Lebensalter waren 249 Einwohner unter 18 Jahren, 603 waren zwischen 18 und 49, 351 zwischen 50 und 64 und 375 Einwohner waren älter.
Die Einwohner lebten in 582 Haushalten. Davon waren 147 Singlehaushalte, 171 Paare ohne Kinder und 216 Paare mit Kindern, sowie 39 Alleinerziehende und 9 Wohngemeinschaften. In 81 Haushalten lebten ausschließlich Senioren und in 225 Haushaltungen leben keine Senioren.

### Einwohnerentwicklung
| • 1812: | 53 Feuerstellen, 441 Seelen |

| Niederkalbach: Einwohnerzahlen von 1812 bis 2023 | Niederkalbach: Einwohnerzahlen von 1812 bis 2023 | Niederkalbach: Einwohnerzahlen von 1812 bis 2023 | Niederkalbach: Einwohnerzahlen von 1812 bis 2023 | Niederkalbach: Einwohnerzahlen von 1812 bis 2023 |
| --- | ------------------------------------------------ | ------------------------------------------------ | ------------------------------------------------ | ------------------------------------------------ |
| Jahr |                                                  |                                                  |                                                  | Einwohner                                        |
| 1812 | 1812                                             |                                                  | 441                                              | 441                                              |
| 1834 | 1834                                             |                                                  | 614                                              | 614                                              |
| 1840 | 1840                                             |                                                  | 634                                              | 634                                              |
| 1846 | 1846                                             |                                                  | 612                                              | 612                                              |
| 1852 | 1852                                             |                                                  | 585                                              | 585                                              |
| 1858 | 1858                                             |                                                  | 588                                              | 588                                              |
| 1864 | 1864                                             |                                                  | 640                                              | 640                                              |
| 1871 | 1871                                             |                                                  | 515                                              | 515                                              |
| 1875 | 1875                                             |                                                  | 473                                              | 473                                              |
| 1885 | 1885                                             |                                                  | 568                                              | 568                                              |
| 1895 | 1895                                             |                                                  | 521                                              | 521                                              |
| 1905 | 1905                                             |                                                  | 554                                              | 554                                              |
| 1910 | 1910                                             |                                                  | 605                                              | 605                                              |
| 1925 | 1925                                             |                                                  | 646                                              | 646                                              |
| 1939 | 1939                                             |                                                  | 611                                              | 611                                              |
| 1946 | 1946                                             |                                                  | 850                                              | 850                                              |
| 1950 | 1950                                             |                                                  | 837                                              | 837                                              |
| 1956 | 1956                                             |                                                  | 829                                              | 829                                              |
| 1961 | 1961                                             |                                                  | 892                                              | 892                                              |
| 1967 | 1967                                             |                                                  | 994                                              | 994                                              |
| 1970 | 1970                                             |                                                  | 954                                              | 954                                              |
| 1972 | 1972                                             |                                                  | 981                                              | 981                                              |
| 1987 | 1987                                             |                                                  | 1.111                                            | 1.111                                            |
| 1989 | 1989                                             |                                                  | 1.156                                            | 1.156                                            |
| 1996 | 1996                                             |                                                  | 1.333                                            | 1.333                                            |
| 2006 | 2006                                             |                                                  | 1.457                                            | 1.457                                            |
| 2011 | 2011                                             |                                                  | 1.398                                            | 1.398                                            |
| 2016 | 2016                                             |                                                  | 1.431                                            | 1.431                                            |
| 2020 | 2020                                             |                                                  | 1.449                                            | 1.449                                            |
| 2023 | 2023                                             |                                                  | 1.500                                            | 1.500                                            |
| Datenquelle: Historisches Gemeindeverzeichnis für Hessen: Die Bevölkerung der Gemeinden 1834 bis 1967. Wiesbaden: Hessisches Statistisches Landesamt, 1968. Weitere Quellen: ; nach 1970: Gemeinde Kalbach; Zensus 2011 |                                                  |                                                  |                                                  |                                                  |

### Historische Religionszugehörigkeit
| • 1885: | 07 evangelische (= 1,23 %), 561 katholische (= 98,77 %) Einwohner |
| • 1961: | 32 evangelische (= 3,59 %), 859 katholische (= 96,30 %) Einwohner |

## Religion
Aus dem Jahr 1447 ist die Einweihung einer Schlosskapelle dokumentiert, die dem Heiligen Laurentius geweiht war. Diese Filialkirche gehörte der Pfarrei Flieden an, bis sie 1582 der neugegründeten Pfarrei Neuhof übergeben wurde.
Mit dem Verfall des Schlosses (und somit auch der Schlosskapelle) wurde 1765 eine neue Kapelle im Fachwerkstil erbaut, die jedoch 1901 wegen Einsturzgefahr geschlossen und schließlich abgetragen wurde.
Die heutige 1909 im neugotischen Stil errichtete St.-Laurentius-Kirche wurde 1977 durch ein langes Querschiff erweitert. Sie hat den Grundriss eines griechischen Kreuzes.
Von 1925 bis 2015 war die Gemeinde eine selbstständige Pfarrkuratie. Seit dem 1. Januar 2016 gehört Niederkalbach zusammen den Filialen Veitsteinbach und Uttrichshausen zur neu errichteten Pfarrei St. Kilian Kalbach. Die Pfarrkirche St. Sebastian befindet sich in Mittelkalbach. St. Kilian gehört organisatorisch zum Pastoralverbund St. Barbara Flieden-Kalbach-Neuhof.

## Politik
Für Niederkalbach besteht ein Ortsbezirk (Gebiete der ehemaligen Gemeinde Niederkalbach) mit Ortsbeirat und Ortsvorsteher nach der Hessischen Gemeindeordnung.
Der Ortsbeirat besteht aus sieben Mitgliedern. Bei den Kommunalwahlen in Hessen 2021 betrug die Wahlbeteiligung zum Ortsbeirat 61,75 %. Es wurden gewählt: ein Mitglied der Liste „Bürger für Niederkalbach“ (BfK), drei Mitglieder der SPD und drei Mitglieder der CDU. Der Ortsbeirat wählte Günter Diegmüller (SPD) zum Ortsvorsteher.

## Infrastruktur
- Niederkalbach hat ein eigenes Dorfgemeinschaftshaus, welches seit 1953 besteht.
- Der Kindergarten besteht aktuell aus drei Gruppen.
- FC Union 07 Niederkalbach e.V. ist der älteste Sportverein im Landkreis Fulda